# Fashion Nova
Fashion Nova es una empresa minorista de moda pronta con sede en EE. UU. La compañía opera en línea y tiene cinco ubicaciones físicas. Utiliza  Instagram para obtener ventas, interactuando con los usuarios y generando publicidad a través de una combinación de diversos modelos, incluyendo celebridades y clientes habituales.

## Historia
Fashion Nova fue fundada en 2006 por su CEO Richard Saghian. Comenzó a trabajar en la industria minorista trabajando en la boutique de ropa de su padre ubicada en Los Ángeles. Fashion Nova abrió su primera ubicación en Panorama City, dentro del Panorama Mall, vendiendo atuendos económicos "de club". Su almacén está ubicado en Vernon. La compañía lanzó su sitio web de comercio electrónico en 2013. 
En 2016, Fashion Nova lanzó la Colección Curve. En 2018, la compañía se expandió a la moda masculina con el lanzamiento de su línea Fashion Nova Men's.

## Controversia
En diciembre de 2019, el Departamento de Trabajo de los Estados Unidos descubrió que parte de la ropa de la compañía está siendo "cosida en los Estados Unidos por una fuerza laboral que recibe salarios ilegalmente bajos". Algunas de las fábricas con sede en EE. UU. que Fashion Nova contrató a través de intermediarios pagaban a sus trabajadores tan solo 2,77 dólares la hora, según la investigación, y debían 3,8 millones de dólares en salarios atrasados a cientos de trabajadores.

## Colaboraciones
En noviembre de 2018, Fashion Nova lanzó su línea con la rapera Cardi B. La colección se lanzó en un evento "Party with Cardi", con actuaciones de Cardi B, Saweetie, Brianna Perry y Dream Doll.
Fashion Nova ha sido patrocinada por muchas celebridades e influencers como Kylie Jenner. La tienda tiene una línea de disfraces de Halloween de temporada, y sus artículos debutan junto con sus embajadores más populares en los eventos de Halloween.
Fashion Nova lanzó una segunda temporada de la colección Cardi B en mayo de 2019, con actuaciones de Cardi B, YG, Blueface y Lil Nas X.